# Idiocnemis dagnyae
Idiocnemis dagnyae är en trollsländeart som beskrevs av Maurits Anne Lieftinck 1958. Idiocnemis dagnyae ingår i släktet Idiocnemis och familjen flodflicksländor. Inga underarter finns listade i Catalogue of Life.